# Claudia Wess
Claudia Wess (født 15. juni 1995 i Wien, Østrig) er en kvindelig østrigsk håndboldspiller, der spiller for Hypo Niederösterreich og Østrigs kvindehåndboldlandshold, som højre fløj/back.

## Meritter
- Women Handball Austria:
  - Vinder (8): 2015, 2016, 2017, 2018
- ÖHB Cup:
  - Vinder (9): 2015, 2016, 2019